# Tamzin Merchant
Pour les articles homonymes, voir Merchant.
Tamzin Merchant, née le 4 mars 1987 à Haywards Heath, en Angleterre, est une actrice britannique.

## Enfance et formation
Sa famille est originaire du Sussex, en Angleterre. Elle a fait ses études à la Windlesham House School et au Brighton College, bien qu’elle ait également vécu à Dubaï, aux Émirats arabes unis. Après avoir reporté à deux reprises ses études universitaires pour se concentrer sur sa carrière d’actrice, elle a finalement étudié au Homerton College de Cambridge et a obtenu son diplôme.

## Carrière
Elle fait ses débuts au cinéma en 2005, avec le rôle de Georgiana Darcy dans l'adaptation de Joe Wright du roman de Jane Austen, Orgueil et Préjugés. Elle se fait connaître du public en interprétant Catherine Howard dans Les Tudors.
En 2009, elle est pressentie pour incarner Daenerys Targaryen dans l'adaptation télévisée de la série de romans Le Trône de fer. Mais après avoir tourné le pilote, celui-ci ayant été jugé très décevant, il est entièrement retourné avec le rôle attribué à Emilia Clarke, après que Tamzin Merchant se soit désistée.
Elle obtient un rôle principal dans la série Salem, où elle joue le personnage d'Anne  Hale. Ce rôle lui vaudra d'être nommée aux Fangoria Chainsaw Awards de la meilleure actrice en 2017.
Elle fait par la suite partie de la distribution de la série Carnival Row.
En parallèle de sa carrière d'actrice, elle a produit, réalisé et scénarisé plusieurs courts-métrages.
Son premier roman pour enfants, (en) The Hatmakers (La maison Chapelier), est publié en 2021. Sa suite, The Mapmakers (La maison Chapelier, Tome 2: la société secrète) est publiée en 2022.
Elle est par ailleurs investie dans l'organisation caritative Build Africa, qui contribue à développer l'accès à l'éducation.

## Filmographie

### Cinéma

#### Longs métrages
- 2005 : Orgueil et Préjugés : Georgiana Darcy
- 2008 : Radio Cape Cod : Anna
- 2009 : Princess Ka'iulani : Alice Davies
- 2011 : Jane Eyre : Mary Rivers
- 2012 : Second Wind : Anna
- 2014 : Copenhagen : Sandra
- 2015 : Cœur de dragon 3 : La malédiction du sorcier : Rhonu
- 2015 : The Messenger : Sarah
- 2016 : La Danseuse : Kate
- 2017 : Dragonheart : La Bataille du cœur de feu : Rhonu
- 2020 : Running Naked : Sara
- 2022 : James and Lucia : Helen Fleischmann-Joyce
- 2022 : A Midsummer Night's Dream : Helena
- 2025 : The Yellow Tie : Ortancia
- 2025 : Wind of Change : Christina
- 2025 : The Caged

#### Courts métrages
- 2017 : American Carnage : Faith
- 2019 : Gifts of the Heart : Lucy
- 2023 : Ark
- 2024 : Decksdark : Indigo

### Télévision

#### Séries télévisées
- 2008 : Bonekickers : Helena (1 épisode)
- 2009-2010 : Les Tudors : Catherine Howard (saisons 3-4, 6 épisodes)
- 2012 : DCI Banks : Miranda Aspern (2 épisodes)
- 2014-2017 : Salem : Anne Hale (saisons 1-3, 36 épisodes)
- 2016-2017 : Supergirl : Lyra Strayd (5 épisodes)
- 2019- 2023 : Carnival Row : Imogen Spurnrose (18 épisodes)
- 2019 : Thanks for the Memories : Joyce Conway (2 épisodes)
- 2023 : Tom Jones : Tante Harriet (mini-série) (4 épisodes)

#### Téléfilms
- 2005 : My Family and Other Animals : Margot Durrell
- 2006 : The Good Housekeeping Guide : Sara Fox
- 2006 : Casualty 1906 : Le probationnaire Eastwood
- 2011 : Red Faction: Origins : Lyra Mason
- 2012 : Le Mystère d'Edwin Drood : Rosa Bud
- 2013 : Murder of the Home Front : Molly Cooper

### Réalisatrice
- 2015 : American Virgin (court-métrage)
- 2016 : American Pride  (court-métrage)
- 2016 : Juliet Remembered (court-métrage)
- 2017 : American Carnage (court-métrage)

## Publication
Romans jeunesse illustrés
- La maison Chapelier. Livre 1 ((en) The Hatmakers), texte de Tamzin Merchant, illustrations de Paola Escobar, traduit de l'anglais par Marie Leymarie, Gallimard Jeunesse, 2021
- La maison Chapelier. Tome 2: La société secrète ((en) The Mapmakers), texte de Tamzin Merchant, illustrations de Paola Escobar, traduit de l'anglais par Marie Leymarie, Gallimard Jeunesse, 2022

## Récompenses et nominations
- 2017 : Oxford International Film Festival, UK: meilleure scénariste pour le court-métrage Juliet Remembered (gagnante)
- 2017 : Fangoria Chainsaw Awards: meilleure actrice pour son rôle dans la série Salem (nommée)
- 2020 : Global Independent Film Awards: meilleure actrice pour son rôle dans Gifts of the Heart (nommée)
- 2020 : The Cutting Room International Short Film Festival: meilleure actrice pour son rôle dans Gifts of the Heart (gagnante)
- 2022 : Sélection Prix Sorcières[4] Catégorie Carrément passionnant mini, pour La maison Chapelier, illustrations de Paola Escobar

## Voix françaises
| - Adeline Chetail dans : - Orgueil et préjugés - Les Tudors (série télévisée) - Red Faction : Origins - Salem (série télévisée) - Cœur de dragon 3 : La malédiction du sorcier - Carnival Row (série télévisée) | Et aussi - Julia Boutteville dans Bonekickers : Les Mystères de l'Histoire (en) (série télévisée) - Barbara Probst dans Le Mystère d'Edwin Drood (téléfilm) - Nastassja Girard dans Supergirl (série télévisée) - Audrey d'Hulstère dans Tom Jones (mini-série) |